# Crkva sv. Katarine na Katini
Crkva sv. Katarine bila je rimokatolička crkvica u Jajcu. 
Crkvica je sagrađena na Katini, sjeverno od jajačke Varoši i sjeveroistočno od Harmana. Predio Katina dobio je ime po ovoj dvorskoj crkvici.
Dala ju je sagraditi kraljica Katarina, koja je i drugdje je od svog miraza gradila crkve po Bosni, poput Presvetog Trojstva u Vrilima kod Kupresa, franjevačkog samostana i crkve Svete Kate u Kreševu i kod Fojnice u Kozogradu kapelu.
Crkvica je bila dvorska. Veličinom je crkvica bila mala, poput crkve u Podmilačju.
Rušena nekoliko puta tijekom osmanske vlasti. Preživjela je do početka 20. stoljeća. Tada je srušena zbog "urbanih razloga". Vidljiva na starim razglednicama Jajca.
Crkvu se pogrešno naziva "starom pravoslavnom crkvom". Pravoslavaca u Jajcu nije bilo do početka 20. stoljeća. Budući da je u Jajcu već bilo sagrađeno nekoliko katoličkih crkava, posebno ona u Varošu, crkva Blažene Djevice Marije, crkva sv. Katarine na Katini predana je na korištenje pridošlim jajačkim pravoslavnim stanovnicima. Na lokaciji crkve sv. Katarine na Katini danas se nalazi pravoslavno groblje.

## Vanjske poveznice
- Franjevački samostan Jajce  Arhivirana inačica izvorne stranice od 11. rujna 2016. (Wayback Machine) Pravoslavno groblje na lokaciji crkve sv. Katarine na Katini. Jajačka tvrđava u pozadini.